# VisiCalc
VisiCalc byl první tabulkový procesor. Byla to skutečně převratná aplikace, která změnila mikropočítač z koníčka pro počítačové nadšence v nástroj obchodu.
Byl navržen Danem Bricklinem, vyvinut Bobem Frankstonem a distribuován společností Personal Software Inc. (později přejmenovanou na VisiCorp) v roce 1979 pro počítač Apple II. VisiCalc změnil Apple II z hračky pro nadšence na hodně požadovaný, užitečný finanční prostředek k obchodu. To asi vedlo IBM ke vstupu na trh dříve ignorovaných osobních počítačů. Dále vyšly verze pro osmibitové počítače Atari a Commodore PET (které rovněž využívaly procesor MOS Technology 6502 stejně jako Apple) a IBM PC.
Legenda říká, že Bricklin sledoval svého univerzitního profesora na Harvard Business School dělat tabulku výsledků výpočtu na tabuli. Když chtěl profesor opravit chybu nebo změnit parametr, musel pracně mazat a přepisovat množství následných záznamů v tabulce. Bricklina to dovedlo k myšlence replikovat proces na počítači užívaje hodnot z tabulek k zobrazování výsledků níže postavených vzorců.
Následovaly výkonnější klony VisiCalcu jako například SuperCalc, MultiPlan od firmy Microsoft, Quattro Pro od Borlandu, Lotus 1-2-3, Microsoft Excel, Appleworks, Gnumeric, OpenOffice.org Calc, Calc602 a 602Tab od Software602.